# Francisco Osorno
Francisco Osorno är en ort i Mexiko.   Den ligger i kommunen Hermenegildo Galeana och delstaten Puebla, i den sydöstra delen av landet, 170 km nordost om huvudstaden Mexico City. Francisco Osorno ligger 388 meter över havet och antalet invånare är 766.
Terrängen runt Francisco Osorno är kuperad. Runt Francisco Osorno är det ganska tätbefolkat, med 104 invånare per kvadratkilometer. Närmaste större samhälle är Jopala, 3,1 km nordost om Francisco Osorno. Omgivningarna runt Francisco Osorno är en mosaik av jordbruksmark och naturlig växtlighet.